# Policyjna opowieść 3: Superglina
Policyjna opowieść 3: Superglina lub Historia policyjna 3: Superglina (tytuł oryg. Jing cha gu shi III: Chao ji jing cha) – hongkońska komedia kryminalna, premiera miała miejsce w dniu 4 lipca 1992 roku.

## Fabuła
Jackiemu Chanowi partneruje policjantka znająca sztuki walki (Michelle Yeoh). Jackie odkrywa niebezpieczny gang, który zajmuje się przemytem rakiet. Akcja rozgrywa się na terenie całej Azji Wschodniej.

## Obsada
Źródło: Filmweb

- Jackie Chan – Kevin Chan Ka Kui
- Michelle Yeoh – inspector Jessica Yang
- Maggie Cheung – May
- Yuen Wah – Panther
- Kenneth Tsang – Chaibat
- Kim Penn – Blonde Gunwoman
- Mars – człowiek Panthera
- Ken Lo – człowiek Chaibata
- Tuan Wai-Lun
- Sze Tsuen Wai

## Odbiór
Film zarobił 16 249 557 dolarów amerykańskich w Stanach Zjednoczonych oraz 32 609 783 dolarów hongkońskich w Hongkongu.
W 1992 roku podczas 29. edycji Golden Horse Film Festival Jackie Chan zdobył nagrodę Golden Horse Award w kategorii Best Actor, Peter Cheung i Kar Fei Cheung wygrali w kategorii Best Editing. Film był nominowany w kategorii Best Film. W 1993 roku podczas 12. edycji Hong Kong Film Awards Stanley Tong, Tang Tak Wing, Ailen Sit, Man-Ching Chan oraz Ming-Sing Wong byli nominowani do nagrody Hong Kong Film Award w kategorii Best Action Choreography, Jackie Chan był nominowany w kategorii Best Actor.